# Jura Franconiană

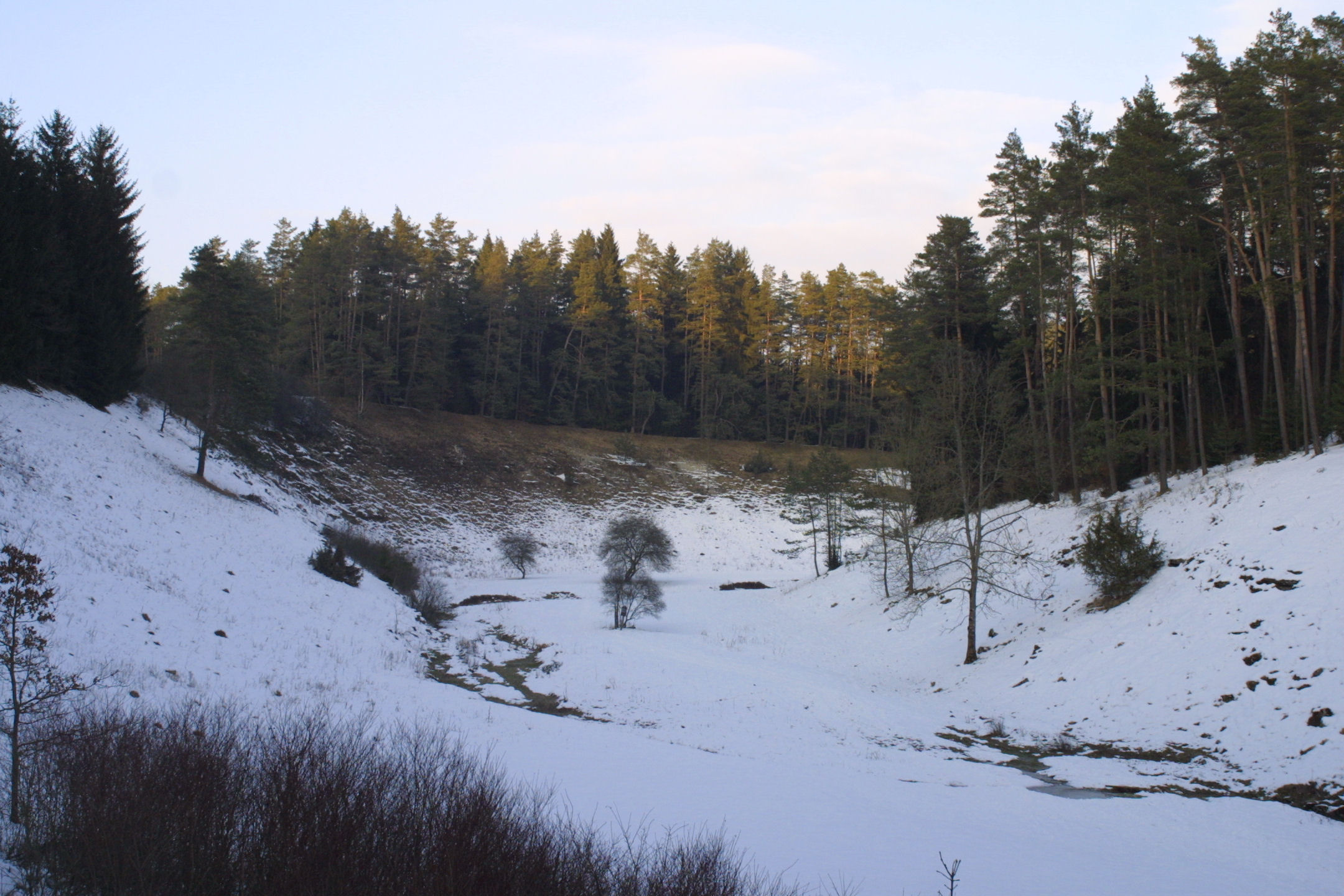
Leinleiter

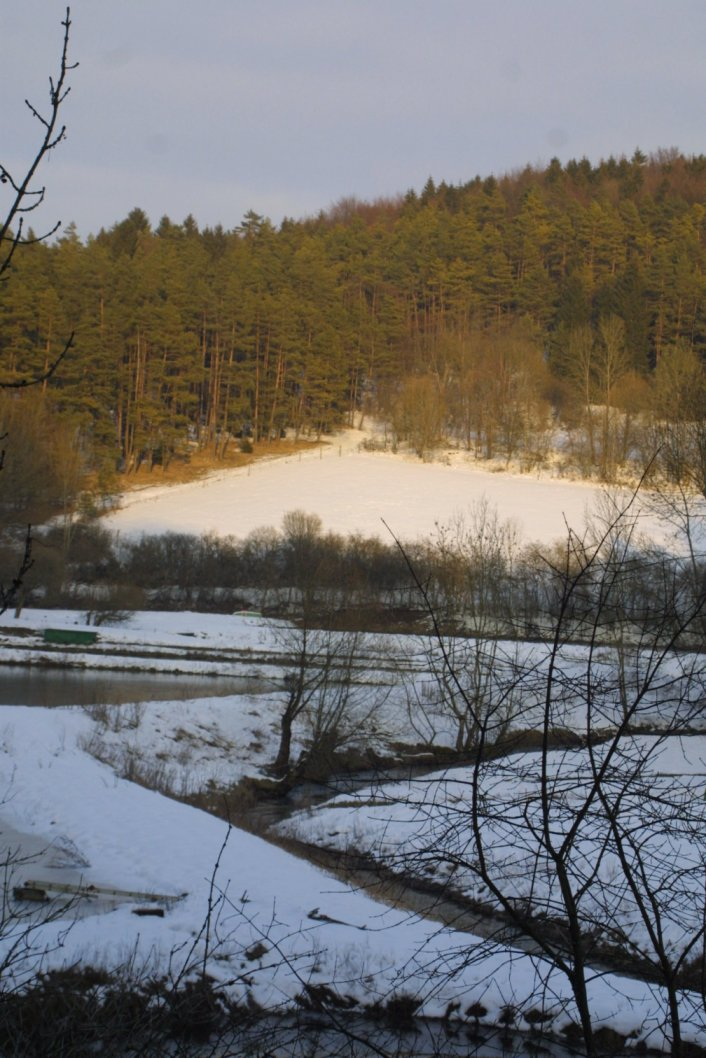
Fränkische Alb

Jura Franconiană (în germană: Fränkische Alb sau Fränkischer Jura) este un lanț muntos care aparține de grupa Mittelgebirge,  Bavaria de Nord, Germania. El se întinde pe direcția sud-vest, nord-est de la cursul Main până la Dunăre, fiind despărțit de Jura Șvabă prin Nördlinger Ries, regiune presărată cu cratere cauzate de meteoriți.

## Descriere
Denumirea de „Alb” a fost preluată din denumirea latină de odinioară a lui „Monte Albus” (Muntele Alb). Pe când în limba celților denumirea înseamnă „pășune alpină”. Frankenalb cum mai este denumit muntele este continuarea din punct de vedere geologic a munților Jura din Elveția și a Schwäbische Alb. Lanțul Jura se mărginește cu marginea de est a regiunii Nördlinger Ries până la cursul lui Main la Lichtenfels. Frankenalb este constituit în cea mai mare parte din roci calcaroase care s-au format în perioada jurasică prin sedimentare.
Masivul este subdivizat în:
1. Nördlicher Frankenalb, (Frankenalb de Nord)

cuprinde regiunea dintre Main și linia care unește Hersbruck - Sulzbach - Rosenberg, în centru găsindu-se Fränkische Schweiz
1. Mittlerer Frankenalb, (Frankenalb Central)

cuprinde regiunea dintre Hersbruck și Schwarzer Laber.
1. Südlicher Frankenalb , (Frankenalb de Sud)

cuprinde regiunea dintre Nördlinger Ries și Kelheim an der Donau, iar pe direcția est-vest de la Altmühltal până la albia veche a Dunării (Urdonau) din terțiar.
Frankenalb corespunde în mare parte cu teritoriul ce aparține de Parcul natural Altmühltal de care aparțin districtele:  Landkreis Eichstätt,  Landkreis Neuburg-Schrobenhausen,  Landkreis Kelheim, Landkreis Regensburg, Landkreis Neumarkt in  Oberpfalz, Landkreis Roth,Landkreis Weißenburg-Gunzenhausen si  Landkreis Donau-Ries. Munții se întind pe o suprafață de  296 240 ha.
Atracții turistice din masiv sunt regiunile stâncoase, dolinele, izvoarele carstice și căderile de apă, văile terasate adânci și secate.
Inălțimile maxime sunt în zona centrală a regiunii cu muntele Hesselberg (689 m), Poppberg ( 652 m) de lângă comuna Birgland sau muntele  Ossinger ( 650 m) situat lângă Königstein.